# Misje dyplomatyczne Botswany

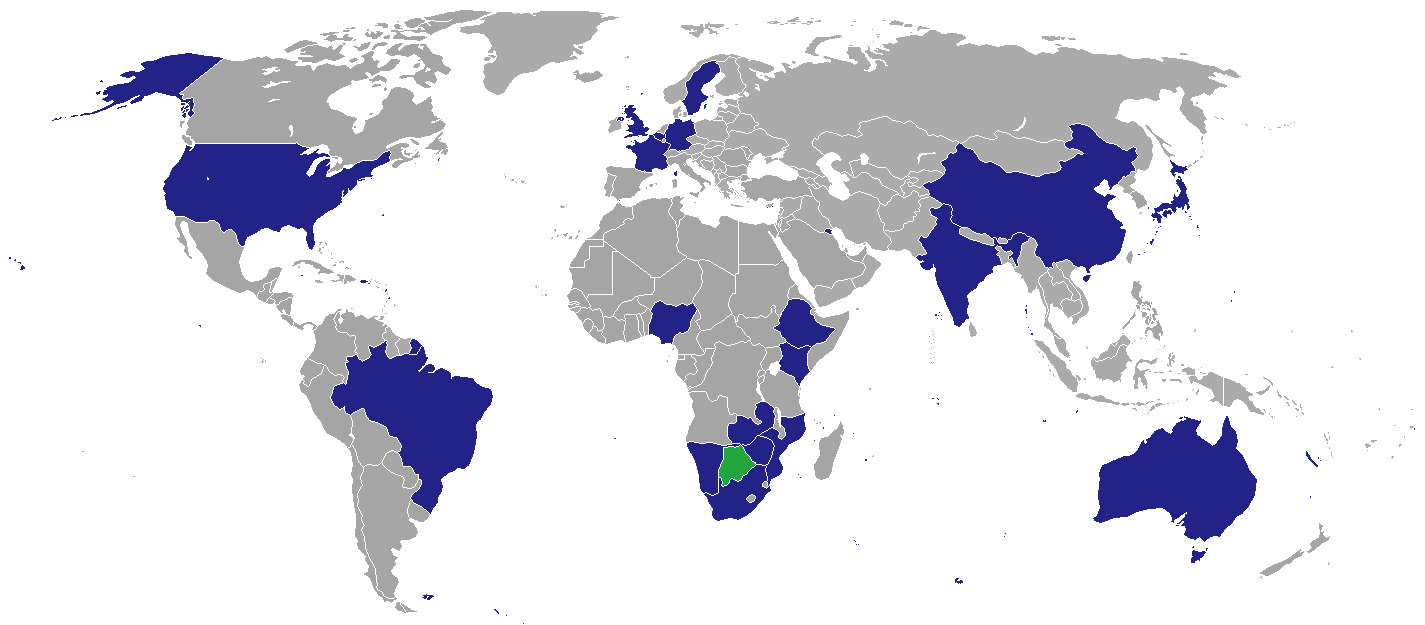
Kraje, w których Republika Botswany ma swoje przedstawicielstwa dyplomatyczne

Misje dyplomatyczne Botswany – przedstawicielstwa dyplomatyczne Republiki Botswany przy innych państwach i organizacjach międzynarodowych. Poniższa lista zawiera wykaz obecnych ambasad, wysokich komisji i konsulatów zawodowych. Nie uwzględniono konsulatów honorowych.

## Europa

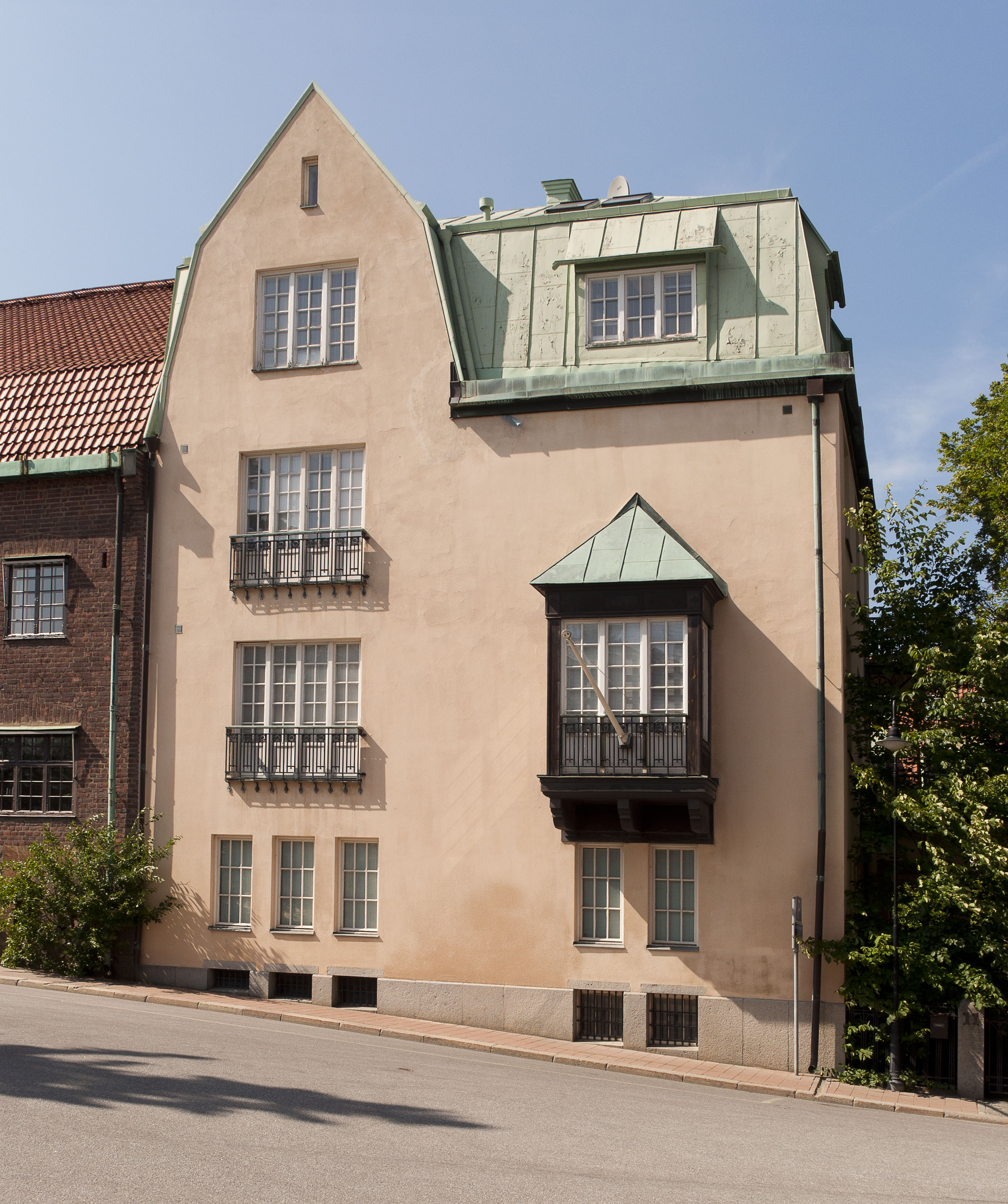
Ambasada Botswany w Sztokholmie

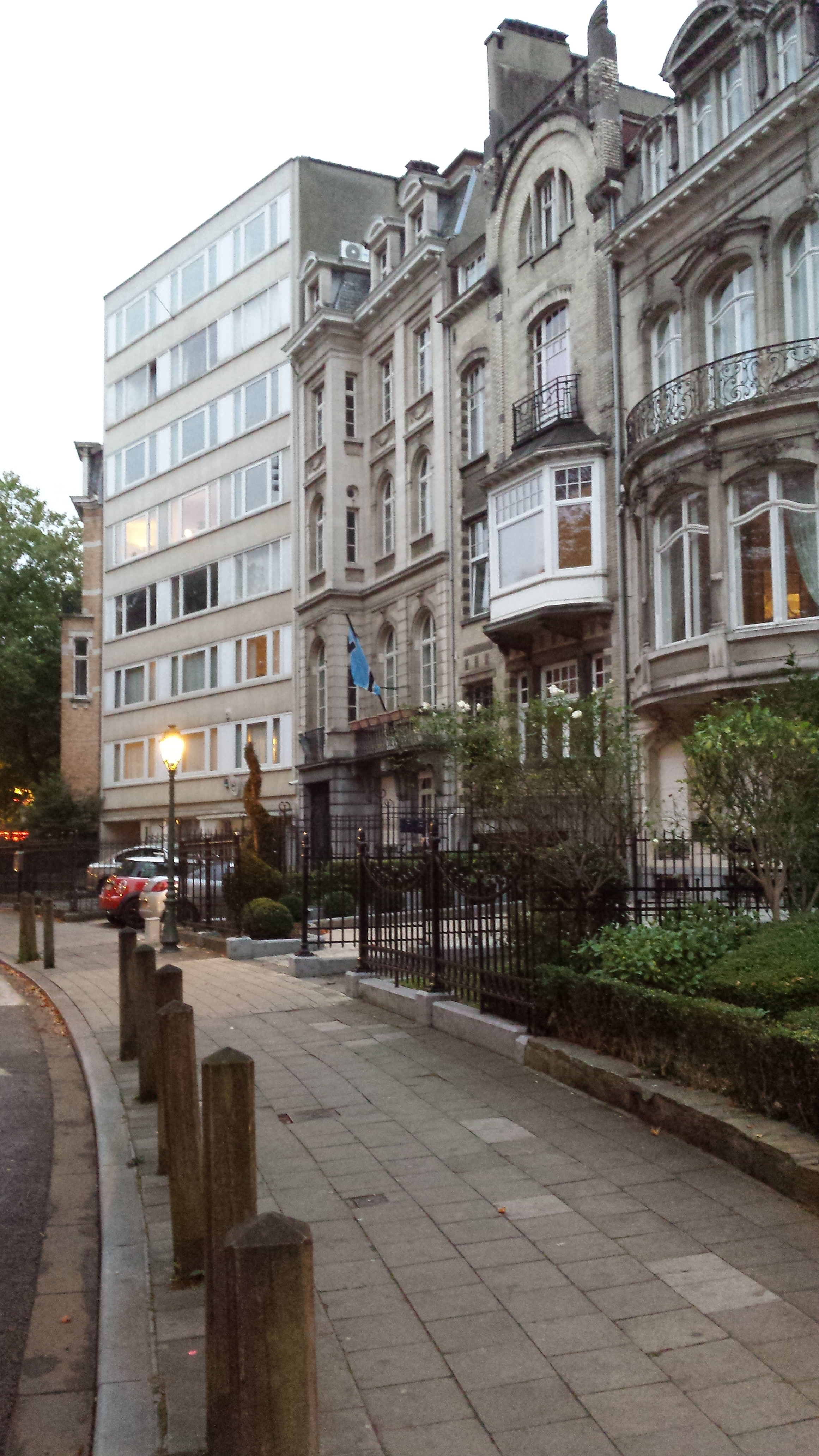
Ambasada Botswany w Brukseli

- Belgia
  - Bruksela (Ambasada)
- Szwecja
  - Sztokholm (Ambasada)
- Wielka Brytania
  - Londyn (Wysoka komisja)

## Ameryka Północna, Środkowa i Karaiby

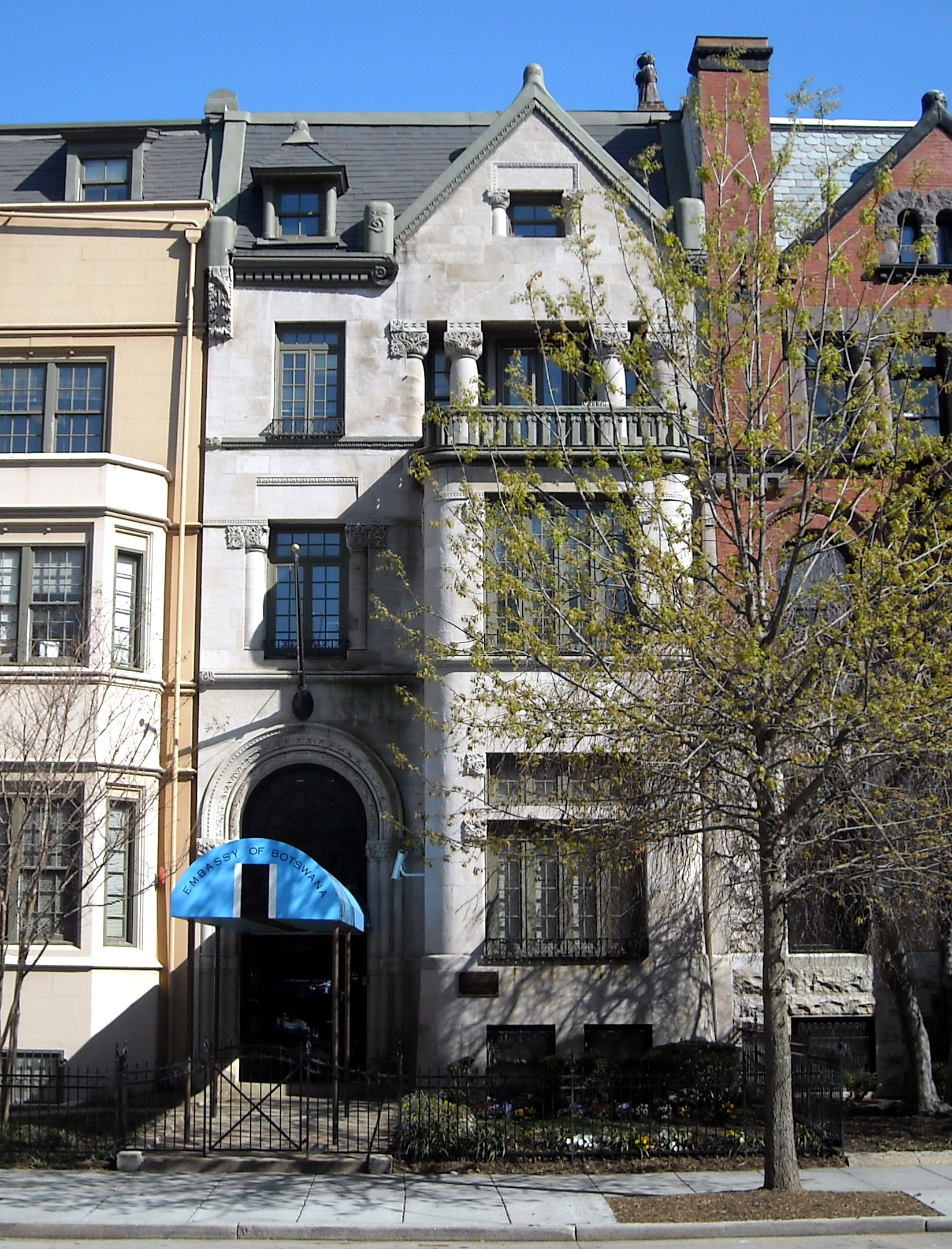
Ambasada Botswany w Waszyngtonie

- Stany Zjednoczone
  - Waszyngton (Ambasada)

## Ameryka Południowa
- Brazylia
  - Brasília (Ambasada)

## Afryka
- Etiopia
  - Addis Abeba (Ambasada)
- Kenia
  - Nairobi (Wysoka komisja)
- Namibia
  - Windhuk (Wysoka komisja)
- Nigeria
  - Abudża (Wysoka komisja)
- Południowa Afryka
  - Pretoria (Wysoka komisja)
  - Johannesburg (Konsulat generalny)
  - Kapsztad (Konsulat generalny)
- Zambia
  - Lusaka (Wysoka komisja)
- Zimbabwe
  - Harare (Ambasada)

## Azja
- Chiny
  - Pekin (Ambasada)
- Indie
  - Nowe Delhi (Wysoka komisja)
- Japonia
  - Tokio (Ambasada)
- Kuwejt
  - Kuwejt (Ambasada)

## Australia i Oceania

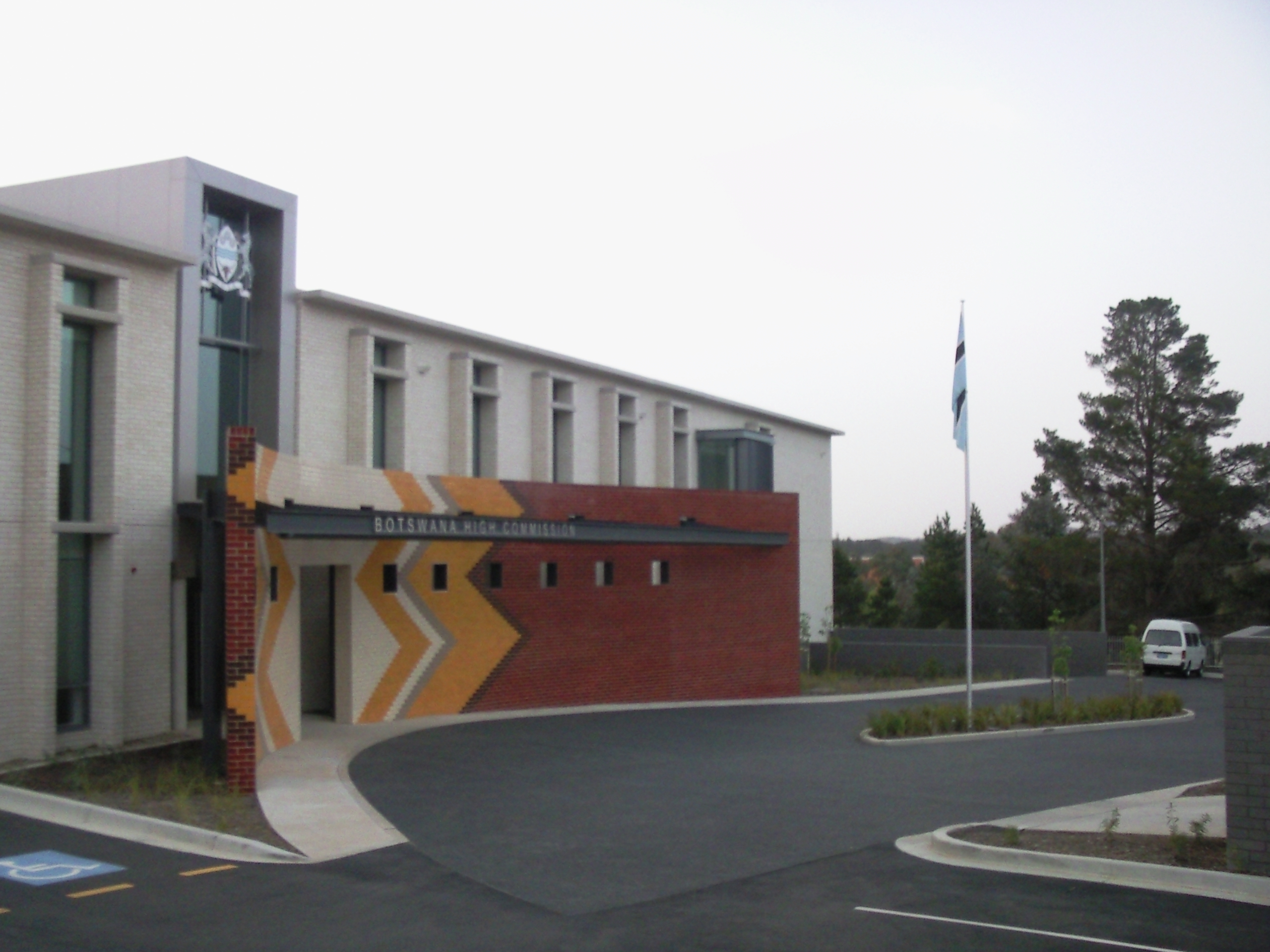
Wysoka Komisja Botswany w Canberze

- Australia
  - Canberra (Wysoka komisja)

## Organizacje międzynarodowe
- Nowy Jork - Stałe Przedstawicielstwo przy Organizacji Narodów Zjednoczonych
- Genewa - Stałe Przedstawicielstwo przy Biurze Narodów Zjednoczonych i innych organizacjach
- Addis Abeba - Stałe Przedstawicielstwo przy Unii Afrykańskiej
- Bruksela - Misja przy Unii Europejskiej